# 宇宙でLa Ta Ta
「宇宙でLa Ta Ta」（うちゅうでらったった）は、太陽とシスコムーンの3枚目のシングル。1999年7月28日発売。

## 概要
4か月連続リリースの第二弾となるシングル。
歌番組やライブでの間奏の時は信田美帆のバック転（アクロバット）が恒例であった。
テレビ東京系「アイドルをさがせ!」エンディングテーマ。

## 収録曲
全作詞・作曲：つんく
1. 宇宙でLa Ta Ta
編曲：河野伸
2. ガタメキラ GTS -more energy remix-
リミックス：日高智 from GTS
3. ガタメキラ -digital gigolo remix-
リミックス：ピストン西沢
4. 宇宙でLa Ta Ta (Instrumental)

## 参加ミュージシャン
宇宙でLa Ta Ta
- キーボード&プログラミング：河野伸
- ベース：笹本安詞
- パーカッション：三沢泉
- ストリングス：金原千恵子ストリングス
- バックグラウンドボーカル：太陽とシスコムーン・つんく

## カバー
- 松浦亜弥 with 稲葉貴子 - シングル「奇跡の香りダンス。」（2004年1月28日発売）のカップリング曲として収録。
- ゆっきゅん×田中喉笛交響楽団 - トリビュートアルバム『シューティング スター』（2024年11月11日発売）に収録。